# Terminator: Dark Fate
Terminator: Dark Fate (bra: O Exterminador do Futuro: Destino Sombrio; prt: Exterminador Implacável - Destino Sombrio), é um filme estadunidense de ação e ficção científica, lançado mundialmente no dia 1 de novembro de 2019, dirigido por Tim Miller, produzido por James Cameron e David Ellison, escrito por Billy Ray, David S. Goyer, Justin Rhodes e Josh Friedman, através dos estúdios Skydance e Lightstorm Entertainment. É a sexta longa-metragem da franquia Terminator, sendo estrelado pela colombiana Natalia Reyes, Arnold Schwarzenegger, Linda Hamilton e Mackenzie Davis, adaptando-se como trilogia direta dos filmes The Terminator (1984) e Terminator 2: Judgment Day (1991) — desconsiderando os filmes subsequentes, incluindo a série de televisão Terminator: The Sarah Connor Chronicles (2008–2009), classificando-os como não-canônicos.

## Elenco
- Linda Hamilton como Sarah Connor
- Arnold Schwarzenegger como O Exterminador T-800 "Modelo 101" / Carl
- Mackenzie Davis como Grace
- Natalia Reyes como Daniella "Dani" Ramos
- Gabriel Luna como O Exterminador Rev-9
- Diego Boneta como Diego Ramos, irmão de Daniella Ramos
- Enrique Arce como Vicente, pai de Daniella e Diego
- Tristán Ulloa como Felipe Gandal
- Ferran Fernández como Flacco Gandal
- Alicia Borrachero como Alicia, esposa de Carl
- Manuel Pacific como Mateo, meio-filho de Carl
- Fraser James como Dean
- Tom Hopper como William Hardell
- Stuart McQuarrie como Craig
- Steven Cree como Rigby
- Jude Collie como John Connor. O ator serviu como dublê de corpo, enquanto o rosto de Edward Furlong foi reconstruído digitalmente para sua aparência dos anos 90.

## Produção

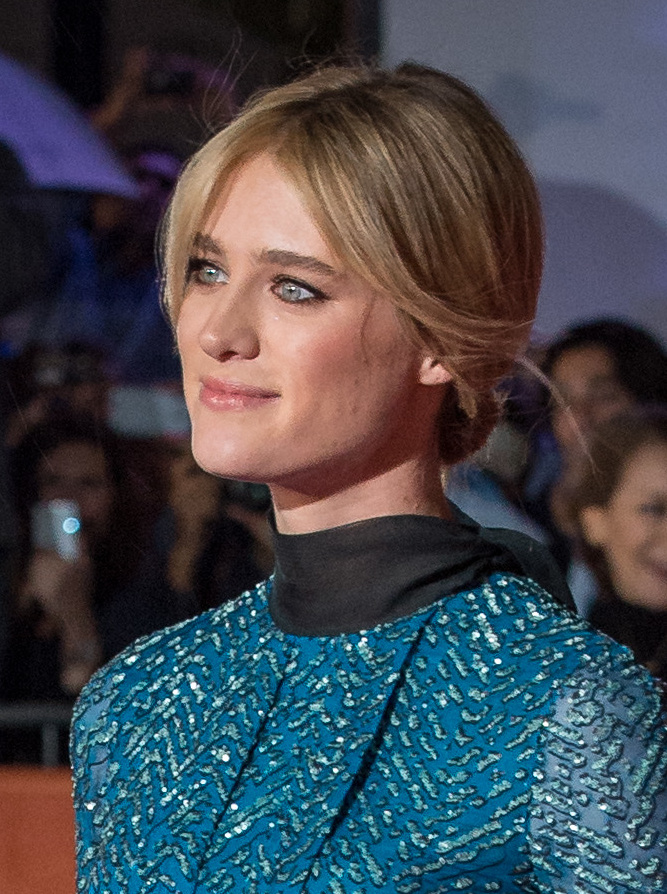
Atriz Mackenzie Davis

### Desenvolvimento
Em dezembro de 2013, a revista The Hollywood Reporter noticiou que uma série de televisão estava em andamento, com a intenção de transformá-la em uma nova trilogia de Terminator. Em 5 de setembro de 2014, o estúdio de cinema Paramount Pictures anunciou que Terminator Genisys seria o primeiro filme de uma nova trilogia independente, com duas sequências programadas para lançamento em 19 de maio de 2017 e 29 de junho de 2018, respectivamente. Em 24 de fevereiro de 2015, o ator austro-americano Arnold Schwarzenegger confirmou a presença no primeiro filme da sequência. Ao promover Genisys na cidade de Berlim, em junho de 2015, o diretor executivo da Skydance Media, David Ellison, e a diretora de operações Dana Goldberg, disseram que a série de TV ainda estava em fase de desenvolvimento. Em 26 de julho, o The Hollywood Reporter afirmou que a Paramount e a Skydance recusaram-se a comentar sobre o status da sequência e da série de TV, embora tenham confirmado que o desempenho internacional de bilheteria seria levado em consideração. Em setembro de 2015, a revista Deadline informou que o filme não conseguiu os 150 milhões de dólares necessários na China, para acelerar a sequência.
Porém, em agosto de 2017, fora anunciado que James Cameron, criador e diretor de T1 e T2, retomaria os direitos da franquia, e o mesmo anunciou que estava interessado em produzir um novo capítulo da franquia, com Tim Miller, de Deadpool, na direção. Este novo capítulo, seguiria a história de onde T2 parou, ignorando todos os filmes lançados após Judgment Day.